# Taenioides cirratus
Taenioides cirratus es una especie de pez de la familia de los Gobiidae en el orden de los Perciformes.

## Morfología
Los machos pueden llegar a alcanzar los 30 cm de longitud total.

## Alimentación
Come crustáceos y otros invertebrados.

## Hábitat
Es un pez de clima tropical y demersal.

## Distribución geográfica
Se encuentra en Bangladés, Camboya, la China (incluyendo Hong Kong), la India (incluyendo las Islas Andamán), Indonesia, el Japón, Corea, Nueva Caledonia, Papúa Nueva Guinea, las Filipinas, Taiwán y Tailandia.

## Observaciones
Es inofensivo para los humanos. 